# Sofia Bekatoru
Sofia Bekatoru  (ur. 26 grudnia 1977) – grecka żeglarka sportowa, mistrzyni i brązowa medalistka olimpijska, czterokrotna mistrzyni świata.
Brała udział w trzech igrzyskach (IO 00, IO 04, IO 08), na dwóch zdobyła medale. W 2004 triumfowała w klasie 470, partnerowała jej Emilia Tsulfa. Cztery lata później sięgnęła po brąz w klasie Yngling. W 2002 i 2004 została wybrana żeglarką roku przez Międzynarodową Federację Żeglarską (razem z Tsulfą).
Czterokrotna mistrzyni świata w klasie 470. Złote medale zdobyła w 2000, 2001, 2002 i 2003 roku. Dwukrotna mistrzyni Europy (2001, 2002).